# Europarlamentari pentru România 2009-2014
PSD + PC
1. Adrian Severin
2. Rovana Plumb
3. Ioan-Mircea Pașcu
4. Silvia Adriana Țicău
5. Daciana-Octavia Sârbu
6. Corina Crețu
7. Victor Boștinaru
8. Sabin Cutaș
9. Cătălin Ivan
10. Ioan Enciu
11. Vasilica-Viorica Dăncilă

PDL
1. Theodor Stolojan
2. Monica Macovei
3. Traian Ungureanu
4. Cristian Preda
5. Marian-Jean Marinescu
6. Iosif Matula
7. Sebastian Bodu
8. Petru Luhan
9. Rareș Niculescu
10. Oana Antonescu

Partidul National Liberal
1. Norica Nicolai
2. Adina Vălean
3. Renate Weber
4. Ramona Mănescu
5. Cristian Bușoi

Uniunea Democrată a Maghiarilor din România
1. László Tőkés
2. Iuliu Winkler
3. Csaba Sógor

Partidul România Mare
1. Corneliu Vadim Tudor
2. Gigi Becali
3. Claudiu Ciprian Tănăsescu

Independent
1. Elena Băsescu